# Chanoma vorbringeri
Chanoma vorbringeri – gatunek chrząszcza z rodziny kusakowatych i podrodziny rydzenic.

## Taksonomia
Gatunek ten opisany został po raz pierwszy w 1907 roku przez Maxa Bernhauera. Wyznaczony został gatunkiem typowym rodzaju Pseudaphana, któremu w 1952 roku Richard Eliot Blackwelder zmienił ze względu na homonimię nazwę na Chanoma.

## Morfologia
Chrząszcz o wydłużonym ciele długości około 2,5 mm. Ubarwienie ma brązowawoczarne z ciemnorudożółtymi czułkami i odnóżami, przy czym wierzchołki czułków i uda są przybrązowione. Powierzchnię ciała cechuje gęste szagrynowanie w postaci siateczki o okrągłych oczkach, wskutek czego jest ona dość mocno zmatowiała. Przedostatni człon czułków jest szerszy niż dłuższy. Punktowanie na przedpleczu jest bardzo drobne i niezbyt gęste. Na pokrywach punkty są wyraźnie widoczne i gęsto rozmieszczone. Punktowanie na odwłoku jest aż po szczyt równomiernie i mniej gęsto niż na pokrywach rozmieszczone, nieznacznie silniejsze niż na tychże. 

## Ekologia i występowanie
Owad ten zasiedla pobrzeża rzek. Bytuje pod opadłym listowiem i korą drzew.
Gatunek palearktyczny, europejski, znany z Niemiec, Norwegii, Szwecji, obwodu kaliningradzkiego i Polski.